# I Don't Care That You Don't Mind
I Don't Care That You Don't Mind è il quinto album della band Crash Test Dummies pubblicato nel 2001.
L'album originariamente doveva essere un album solista di Brad Roberts, ma lo incise sotto il nome della band (questo fece in modo che Benjamin Darvill lasciò il gruppo).
Nel tour, Brad canta e suona insieme a Ellen Reid, Dan Roberts e Mitch Dorge (quest'ultimo lasciò il gruppo tempo dopo).

## Tracce
1. I Don't Care You Don't Mind – 4:03
2. On and On – 2:18
3. The Day We Never Met – 4:22
4. Let It Feel Like Something Else – 3:06
5. Little Secret – 2:27
6. Sittin' on a Tree Stump – 2:06
7. Buzzin' Flies – 3:20
8. Yer Devil Ways – 4:40
9. Hangin' Tree – 2:51
10. Every Morning – 2:51
11. Never Comin' Back – 2:35
12. Put Me in a Corner of Your Mind – 4:46
13. Shoot 'Em Up, Shoot 'Em Down – 4:54
14. I Never Fall Asleep at Night – 4:55

## Musicisti
- Brad Roberts - cantante, chitarra, ukulele
- Danny MacKenzie - batteria, coro
- Dave Morton - basso, coro
- Ellen Reid - coro
- Chris Brown - organo, pianoforte
- Brian Mitchell - fisarmonica
- G.B. Gilmore - armonica a bocca
- Jane Scarpantoni - violoncello
- Steve Bernstein - tromba
- Scott Harding - chitarra, coro